# Eh, Eh (Nothing Else I Can Say)
"Eh, Eh (Nothing Else I Can Say)" là một bài hát của nữ ca sĩ người Mỹ Lady Gaga trích từ album phòng thu đầu tay của cô mang tên The Fame (2008). Đây là đĩa đơn thứ ba của album được phát hành tại Úc, New Zealand và các quốc gia châu Âu chọn lọc, đồng thời là đĩa đơn thứ tư phát hành tại Pháp. Ca khúc là một bản ballad nhạc Calypso có tiết tấu trung bình, với nội dung nói về việc chia tay với người yêu cũ của nhân vật và tìm kiếm một tình nhân mới. "Eh, Eh (Nothing Else I Can Say)" đón nhận đa số đánh giá tiêu cực từ các nhà phê bình ở Mỹ, họ chỉ rõ ca khúc là "khô khan và vô hồn" đồng thời đổ lỗi cho bài hát vì làm gián đoạn "không khí tiệc tùng của một cô gái hư hỏng" ("bad-girl party atmosphere") trong album The Fame.
Dù không thể đạt được thành công như các đĩa đơn trước đó, bài hát vẫn được xếp thứ 15 trên bảng xếp hạng ARIA Charts của Úc và đứng ở vị trí số 9 tại New Zealand. Ca khúc cũng chứng tỏ sự thành công của mình tại Thụy Điển – nơi nó vươn lên vị trí thứ 2 trên bảng xếp hạng Sverigetopplistan cũng như lọt vào top 10 tại các bảng xếp hạng ở Cộng hòa Séc, Pháp và Hungary. "Eh, Eh (Nothing Else I Can Say)" còn giành chứng nhận Vàng nhờ doanh số tiêu thụ đáng kể của nó tại Úc, Đan Mạch, Pháp, New Zealand và Hoa Kỳ.
Với chủ đề mang phong cách Mỹ lai Ý và lấy bối cảnh thập niên 1950, video âm nhạc miêu tả Gaga cùng những người bạn của cô dạo bước trên các con đường của một khu phố Ý. Ngoài ra, video còn có những phân cảnh gồm Gaga lái một chiếc Vespa và hát ca khúc trong lúc ở nhà với bạn trai của cô. MV nhận được nhiều sự chú ý bởi nó khắc họa hình ảnh một Gaga làm các công việc nữ tính, đối lập với những hình ảnh của cô trong các MV trước đây. Nữ ca sĩ đã biểu diễn "Eh, Eh (Nothing Else I Can Say)" trong chuyến lưu diễn đầu tiên của mình mang tên The Fame Ball Tour, khi cô mặc một bộ áo nịt liền quần màu trắng pha đen, còn trong chặng đầu tiên của chuyến lưu diễn The Monster Ball Tour, cô đứng bên trong một con quay hồi chuyển khổng lồ.

## Bối cảnh và sáng tác
"Eh, Eh (Nothing Else I Can Say)" do Gaga viết lời với nhà sản xuất ca khúc là Martin Kierszenbaum. Bài hát được thu âm tại phòng thu Cherrytree Recording Studios tọa lạc ở Santa Monica, California. Năm 2005, Kierszenbaum thành lập hãng đĩa Cherrytree Records cùng với Jimmy Iovine, lúc bấy giờ là chủ tịch tương lai của Interscope Records. Sau khi ký hợp đồng với một số nghệ sĩ, ông đã hợp tác với Gaga - lúc đó là một ca sĩ ít tên tuổi trong album đầu tay của cô, The Fame; ông đảm nhận vai trò sản xuất và sáng tác bốn bài hát với nữ ca sĩ, bao gồm cả title track. Một trong những bài hát đó là "Eh, Eh (Nothing Else I Can Say)". Trong lúc thu âm ca khúc, Gaga đã đặt cho Kierszenbaum một nghệ danh là "Cherry Cherry Boom Boom". Họ vẫn giữ nghệ danh này trong suốt quá trình thực hiện cả bốn bài hát nói trên. Sau này Kierszenbaum đã dùng biệt hiệu đó trong tất cả các dự án tương lai của anh. Các thành viên khác thực hiện ca khúc còn có Tony Ugval đảm nhiệm xử lý kĩ thuật âm thanh, Robert Orton giữ vai trò phối khí và Gene Grimaldi đảm nhiệm phần xử lý hậu kỳ bài hát tại phòng thu Oasis Mastering Studios tọa lạc ở Burbank, California.
- Trục trặc khi nghe? Xem hướng dẫn.

Về mặt nhạc lý, "Eh, Eh (Nothing Else I Can Say)" được coi là một bản ballad khi so với các bài còn lại của The Fame gồm các bài hát mang giai điệu nhạc dance. Đây là một ca khúc mang phong cách các dòng nhạc synth-pop và bubblegum pop thời thập niên 1980, đồng thời kết hợp đoạn hook có nội dung "Eh, Eh" từ đĩa đơn năm 2007 "Umbrella" của Rihanna, theo lời tác giả Freedom du Lac từ nhật báo The Washington Post. Gaga giải thích rằng ca từ của "Eh, Eh (Nothing Else I Can Say)" nói về tình yêu, cô nói rằng "'Eh, Eh' là bài hát nhạc pop giản dị của tôi nói về việc tìm thấy tình nhân mới và chia tay với bạn trai cũ." Nhà văn James E. Perone đề cập trong cuốn sách của ông có tựa The Album: A Guide to Pop Music's Most Provocative, Influential, and Important Creations rằng với phần ca từ trên, Gaga đã tiếp tục chú trọng vào những mối quan hệ ngắn ngủi. Mặc dù lời hát giải thích với người yêu cũ của nữ ca sĩ rằng cô đã tìm thấy tình nhân mới và không có ý dùng tin này để làm tổn thương anh ta, việc lặp lại liên tục cụm từ "nothing else I can say" lại củng cố bản chất chóng tàn của mối quan hệ miêu tả ở trên.
Theo bản nhạc do Sony/ATV Music Publishing xuất bản trên website Musicnotes.com, "Eh, Eh" được sáng tác ở nhịp 4
4 với tiết tấu trung bình là 94 nhịp trên phút. Giọng hát của Gaga kéo dài theo quãng từ nốt B3 (tức nốt Si) đến nốt C♯5 (tức nốt Đô thăng), và bài hát được viết ở giọng Mi trưởng. Chùm hợp âm được sử dụng trong bài hát là E–B–F♯m–E–B–F♯m (tức Mi–Si–Fa thăng thứ–Mi–Si–Fa thăng thứ). Nhạc sĩ nhạc synth-pop Frankmusik đã phối lại bài hát và đã đưa bản remix vào album phối lại phát hành năm 2010 của Gaga mang tên The Remix – nơi anh cải thiện giọng ca của Gaga và tạo ra một chất lượng kỳ ảo đối với họ, theo lời miêu tả của Nicki Escuedo từ báo Phoenix New Times.
Đĩa đơn được phát hành lần đầu tiên tại New Zealand vào ngày 10 tháng 1 năm 2009 và sau đó là tại Úc vào ngày 30 tháng 1 năm 2009. "Eh, Eh" là bài hát được phát với số lần nhiều thứ hai trên đài phát thanh Úc trong tuần bắt đầu từ ngày 15 tháng 12 năm 2008. Ca khúc lên sóng đầu tiên trên tất cả các kênh của mạng đài phát thanh Hit Network. Ngày 15 tháng 1 năm 2009, một bài đăng đăng tải trang web chính thức của Lady Gaga đã công bố "Eh, Eh (Nothing Else I Can Say" sẽ được phát hành dưới dạng đĩa đơn tại Úc. Website còn đăng tải một bản phối lại chính thức đúng vào ngày hôm đó, kế tiếp là một bản nữa với hình bìa đĩa chính thức. Ngày 5 tháng 3 năm 2009, một bản phối lại của Pet Shop Boys — có tên gọi là "Random Soul Synthetic Mix" — ra mắt với định dạng nhạc số miễn phí trên website dành cho người Úc của nữ ca sĩ.

## Đánh giá chuyên môn

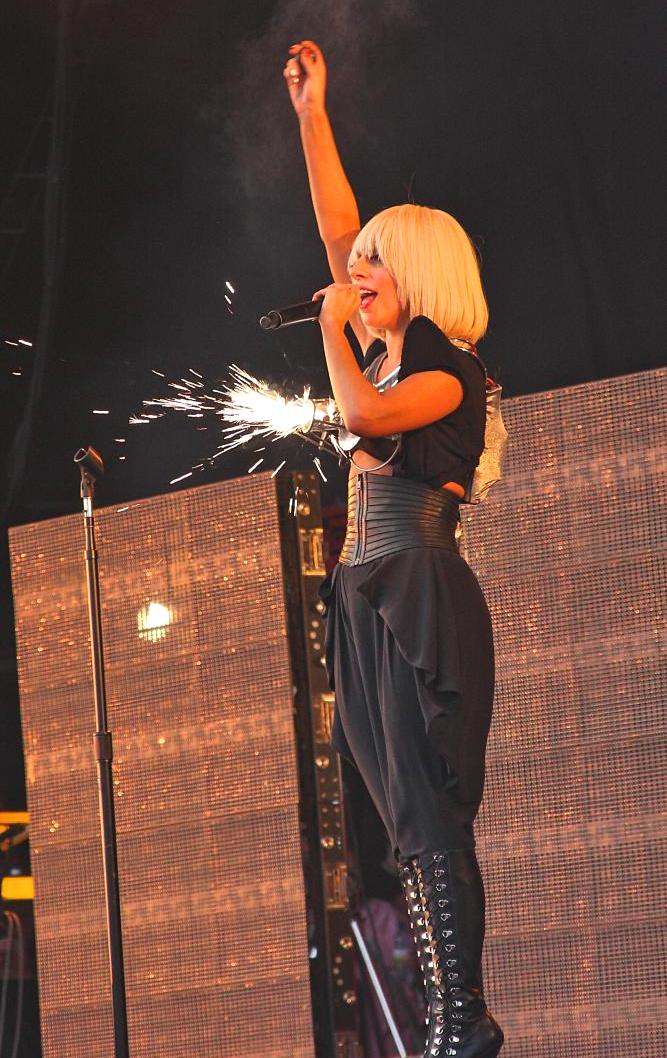
Gaga biểu diễn "Eh, Eh" tại Lễ hội Glastonbury 2009.

"Eh, Eh (Nothing Else I Can Say)" đón nhận những đánh giá hai chiều từ giới phê bình âm nhạc, nhưng những bình luận trái chiều vẫn chiếm phần ưu thế. Alexis Petridis từ báo The Guardian nhấn mạnh rằng "Eh, Eh" chịu ảnh hưởng của dòng nhạc Europop đầu năm 1990 và đây "là bài hát đầu tiên trong một khoảng thời gian dài có thể sánh vai với các nhạc phẩm của Ace of Base. Matthew Chisling từ website AllMusic thì lại viết một bài đánh giá tiêu cực cho bài hát khi cho rằng "làn gió thoảng 'Eh, Eh' có vẻ không phù hợp trong album này; thay vào đó nó [làm ta] cảm thấy vô vị và vô hồn – thứ làm cản trở [sự sôi động] của album". Sal Cinquemani từ tạp chí Slant Magazine nói rằng "không khí dịu nhẹ và cách thể hiện dịu dàng [của Gaga] trong bài 'Eh, Eh (Nothing Else I Can Say)' làm cho nó hay bị kén chọn khi bị kẹp vào giữa những bài hát như 'Poker Face' và 'Beautiful, Dirty, Rich.'" Trong một bài viết khác phân tích về các video âm nhạc do Gaga phát hành, Oscar Moralde cũng từ tạp chí Slant Magazine nêu quan điểm rằng "Eh, Eh" "là một trường hợp thú vị: thay vì trở thành một ca khúc dance-pop kiểu gợi-cảm-luyến-ái và được hỗ trợ bởi những tiếng nhạc techno, thứ chi phối mảng tốt của The Fame thì nó cùng các bản nhạc khác như 'Brown Eyes' và 'Again Again' là bằng chứng của một Gaga tối giản, bình dị và chân thật hơn".
Evan Sawdey của tạp chí PopMatters nhận xét rằng ca khúc là thứ gây hổ thẹn nhất của album và nó đã làm phá hỏng "không khí tiệc tùng của một cô gái hư hỏng" ("bad-girl party atmosphere"). Joey Guerra từ nhật báo Houston Chronicle lại thấy rằng "Eh Eh" là một sản phẩm có chất lượng cao nổi bật với một chất giọng tốt. Ông còn nói thêm rằng "[Nó] sẽ tạo nên một đĩa đơn bá đạo của nhóm Spice Girls cho mà xem". Genevieve Koski từ website The A.V. Club thì cho rằng "Eh, Eh" là một bài hát bị tiết chế [quá mức] và lên tiêng chỉ trích giọng hát của Gaga". Jon Caramanica từ báo The New York Times cho rằng ca khúc thiếu sức sống, trong khi Catherine P. Lewis từ The Washington Post thì lại miêu tả bài hát là một bản ballad vui nhộn". Nhà phê bình Christina Martin từ The Meridian Star thấy rằng "Eh, Eh", bên cạnh "Summerboy" từ The Fame [có giai điệu] thật vui vẻ và lạc quan.

## Diễn biến trên bảng xếp hạng
"Eh, Eh (Nothing Else I Can Say)" ra mắt trên bảng xếp hạng ARIA Charts ở vị trí số 38 trong số ra ngày 18 tháng 1 năm 2009. Ở tuần kế tiếp ca khúc leo lên vị trí thứ 32 và cuối cùng đạt thứ hạng cao nhất là vị trí số 15 trong số xuất bản vào ngày 1 tháng 3 năm 2008, qua đó trở thành lọt vào tốp 20 tại đó. Sau 13 tuần trên bảng xếp hạng, bài hát được chứng nhận vàng nhờ doanh số nhập hàng là 35.000 bản copy bởi Hiệp hội Công nghiệp ghi âm Úc (ARIA). Tại New Zealand, "Eh, Eh" ra mắt ở hạng 40 trong số xuất bản ngày 19 tháng 1 năm 2009. Ở các tuần kế tiếp đĩa nhạc tiếp tục thăng tiến trên bảng xếp hạng và cuối cùng đạt thứ hạng cao nhất ở vị trí thứ 9, trụ vững tại đó 3 tuần và trở thành bài hit thứ 3 liên tiếp của cô lọt vào tốp 10 tại New Zealand. Ca khúc được chứng nhận vàng vào ngày 24 tháng 5 năm 2009 bởi Hiệp hội Công nghiệp ghi âm New Zealand nhờ doanh số nhập hàng là 7.500 bản copy. Đĩa nhạc giành thứ hạng cao nhất - vị trí số 7 tại Pháp và bán tổng cộng 52.000 bản copy theo thống kê từ SNEP.
Trên số xuất bản của tạp chí Billboard vào ngày 21 tháng 2 năm 2009, "Eh, Eh (Nothing Else I Can Say)" ra mắt trên bảng xếp hạng Canadian Hot 100 ở vị trí thứ 68, mặc dù không phát hành thành đĩa đơn nhưng vẫn bị loại khỏi bảng xếp hạng ở tuần kế tiếp. Bài hát trở lại bảng xếp hạng lần nữa vào tháng 8 năm 2010. Mặc dù "Eh, Eh (Nothing Else I Can Say)" không được phát hành tại Hoa Kỳ, ca khúc vẫn giành một chứng nhận vàng từ Hiệp hội Công nghiệp ghi âm Hoa Kỳ (RIAA) nhờ bán hơn 500.000 đơn vị tương đương. Bài hát còn ra mắt ở hạng 20 trên Swedish Singles Chart trong số ra ngày 2 tháng 4 năm 2009 và đạt thứ hạng cao nhất ở vị trí số 2. Trên bảng xếp hạng Digital Songs của Thụy Điển, "Eh, Eh" cũng đứng đầu trong 4 tuần. Ca khúc ra mắt trên Danish Singles Chart ở hạng 28 vào ngày 15 tháng 3 năm 2009 và giành vị trí cao nhất ở hạng 14. Do diễn biến bảng xếp hạng ở mức trung bình tại các thị trường ở Châu Âu, "Eh, Eh" chỉ đạt thứ hạng cao nhất - vị trí số 40 trên bảng xếp hạng European Hot 100 Singles của Billboard.

## Video âm nhạc

Trong video âm nhạc, Gaga thủ vai một bà nội trợ đang làm những việc nhà thường nhật cho chồng mình. Nhà phê bình Oscar Moralde ghi nhận rằng video "đính chính rằng Lady Gaga [trong các video âm nhạc trước của cô] là thật, còn Gaga trong 'Eh Eh' chỉ là một nhân vật mà cô đang diễn".

Video âm nhạc (MV) của "Eh, Eh" dựa trên cảm hứng người Mỹ gốc Ý ở thập niên 1950; MV do Joseph Kahn và được ghi hình liền mạch với video âm nhạc cho "LoveGame", diễn ra trong tuần từ ngày 9-10 tháng 1 năm 2009 tại Los Angeles. Nói về video, Gaga giải thích, "Tôi muốn thể hiện một mặt khác của bản thân — có lẽ là một mặt nữ tính hướng nội hơn. Và tôi muốn tạo ra hình mẫu thời trang vị lai tuyệt đẹp của thập niên 1950 - thứ sẽ thiêu đốt các ngõ ngách trong não của mọi người." Cô còn nói rõ hơn rằng đối với những khía cạnh thời trang trong video, cô muốn đi theo hướng đối lập so với hình ảnh thông thường của mình. Cô muốn một bộ quần áo toàn màu vàng và tin rằng màu này sẽ trở thành hit lớn trong thế giới thời trang vào năm 2009.
Mở đầu MV là hình ảnh khu phố Ý, Đức mẹ Maria và Đứa con và kế đến là Gaga lái một chiếc Vespa. 20 giây đầu tiên chủ yếu là các bức hình chụp những người đàn ông khác nhau, Gaga và thành phố. Nữ ca sĩ đi lang thang cùng vài người bạn, cười nói và đùa giỡn trong một khách sạn lúc cô đang đứng trên ghế. Rồi Gaga dảo bước quanh khúc đường với đám bạn của cô một cách đồng đều và hát trong khung hình máy quay. Tiếp đến là hình ảnh cô nằm trên một chiếc giường và thức giấc, để lộ một chiếc giày cao gót màu hồng. Cô ca hát và nấu ăn cho một người đàn ông trong nhà lúc đang nhảy múa. Trong lúc Gaga ủi quần áo thì người đàn ông hét ai đó qua điện thoại. Hai con chó hề Great Dane từng xuất hiện trong đoạn mở đầu MV "Poker Face" cũng xuất hiện trong video này. Cuối cùng Gaga nằm trên ghế sofa và gác chân lên người đàn ông. Một trong những phân cảnh cuối cùng trong MV là hình ảnh nữ ca sĩ mặc một chiếc váy màu vàng làm bằng hoa cũng như đeo một cái đồng hồ vàng, trong khi đó cô hát ca khúc với một kiểu tóc độc đáo được vuốt lên và gấp nếp. Sau đó video nhanh chóng chuyển cảnh cô đang nằm trên giường.

Hình ảnh Gaga bên cạnh chiếc xe Vespa quảng bá cho MV ca khúc.

David Balls từ Digital Spy ghi nhận sự tri ân của Gaga với nguồn gốc người Mỹ gốc Ý của cô, nhưng lại băn khoăn rằng liệu Gaga có "tự phơi nắng" trong video không. Giống như bài nhận xét về đĩa đơn, Moralde dành lời khen ngợi cho MV cho cấu trúc đơn giản của bài hát. Ông tin rằng MV của những đĩa đơn trước như "Just Dance" và "Poker Face", cá tính của Gaga đã được hình thành nhưng với MV cho "Eh, Eh", cô lại chuyển mình từ cá tính nguyên gốc Stefani Germanotta có từ bé thành nhân vật Lady Gaga. Ông giải thích: "Điều gây ấn tượng về nó [MV] chính là cảm giác Lady Gaga như đang đóng kịch đến mức nào: video có một tông điệu hoài cổ và huyền ảo. Lấy bối cảnh trong một khu phố Ý ở thập niên 1950 mang phong cách hường phấn, MV được ghi hình bằng phép tốc ký lịch sử và đóng khuôn khi nó chiếu hình các đầu bếp có ria mép, những người đàn ông nam tính đang đánh vợ, chiếc Vespa dễ thương, món spaghetti và thịt viên." Ông ghi nhận rằng với tất cả các hoạt động trên, Gaga thực chất đã tạo nên một ngôi nhà búp bê thời trang bằng cách thể hiện những nhân vật nữ tính.
Nhưng Gaga đã nói chuyện trực tiếp với người xem trong video trong lúc hát ca khúc, khiến Moralde suy luận rằng "[...] chất lượng này được làm nổi bật bởi bảng màu sáng và mang tính phẫn nộ cùng nhiều góc máy Gaga nằm trên giường hoặc đang ngủ. Hiệu ứng chồng chéo như lời khẳng định rằng Lady Gaga trong các video trước mới là thật, còn Gaga trong 'Eh, Eh' chỉ là một nhân vật cô đang diễn." Chris Kingston từ The Harvard Crimson đã chia sẻ góc nhìn của mình, ông lưu ý rằng trong khi phát hành MV cho đĩa đơn "Telephone" của Gaga năm 2010, MV cho thấy "cô gái tiệc tùng khùng điên mà chúng ta đều biết [...] thực ra có một khía cạnh nữ tính và hướng nội đến kì lạ." Trong cuốn The Oxford Handbook of Sound and Image in Digital Media, tác giả Carol Vernallis phân cá tính của Gaga thành ba thể loại. Cá tính miêu tả trong MV của "Eh, Eh" được đặt tên là mẫu "Đồng đẳng thân thiện" ("Friendly Peer").

## Biểu diễn trực tiếp

Gaga biểu diễn "Eh, Eh" trong chuyến lưu diễn The Monster Ball Tour vào năm 2010.

"Eh, Eh" lần đầu tiên được trình diễn với phiên bản beatbox tại phòng thu Cherrytree Studios và phát hành trong EP đầu tiên của Gaga mang tên The Cherrytree Sessions. Ngoài ra, nữ cai sĩ còn biểu diễn "Eh, Eh" chủ yếu trong giai đoạn thứ hai của chuyến lưu diễn The Fame Ball Tour. Gaga mặc một bộ áo nịt liền quần (leotard) dát miếng kim loại màu trắng với các sọc đen hình tia chớp và đội một chiếc mũ làm từ các quân cờ domino nằm nghiêng ngửa. Bộ trang phục đi kèm với những chiếc giày hở ngón và đôi vớ dệt lưới. Khi màn trình diễn ca khúc trước "Money Honey" khép lại, Gaga xuất hiện trên sân khấu bên cạnh Space Cowboy trên chiếc Vespa khi bắt đầu nổi những giai điệu đầu tiên của bài hát "Eh, Eh". Những tấm phông màn hình thay đổi và hiện ra các hình tia chớp tương phản với bản chất tươi sáng của bài hát. Gaga trình diễn ca khúc cách trực tiếp với sự hỗ trợ hát đệm từ DJ Space Cowboy — người chơi nhạc từ một góc sân khấu. Khi bài hát đến phần điệp khúc, Gaga yêu cầu đám đông cùng hát và vẫy tay theo cô. Tạp chí The New York Times gọi màn biểu diễn nhạc sống là thiếu nhiệt. Tuy nhiên The Hollywood Reporter lại nhận xét về buổi diễn, "Trong một thời đại đầy rẫy thông tin, một trong những điều mới mẻ nhất về Gaga chính là vẻ bí ẩn của cô. Cô thường ẩn mình sau những bóng đen và trò lố trên sân khấu của Gaga hầu hết đều khó hiểu, có duyên và bán robot; chúng hiếm khi thể hiện để nói với chúng ta rằng Quý cô đó là ai."
Gaga còn biểu diễn bài hát tại Lễ hội Glastonbury 2009. Mặc dù chương trình nằm trong The Fame Ball Tour, nhiều yếu tố của nó lại trở nên khác biệt so với các tour diễn thông thường. Ở tiết mục thể hiện "Eh Eh", Gaga đeo một chiếc áo ngực gắn pháo hoa, từ đó bắn ra những ngọn lửa hồng lấp lánh từ vùng ngực của cô trong khi hát điệp khúc. Vào tháng 9 năm 2009, Gaga xuất hiện trong chương trình truyền hình của Pháp mang tên Taratata; tại đây cô thể hiện "Eh, Eh" trên piano lúc đang đeo một chiếc mặt nạ đỏ. "Eh, Eh" còn được trình bày trong bản gốc của The Monster Ball Tour, nơi bài hát biểu hiện sự tái sinh của nữ ca sĩ khi cô bước xuống từ trên cao giữa ánh sáng trắng và sương mù nhân tạo. Cô đứng bên trong một con quay hồi chuyển khổng lồ do Haus of Gaga phát triển có tên gọi là "The Orbit".

## Danh sách ca khúc và định dạng
| - Đĩa CD ở Úc (Ấn bản giới hạn mở rộng) 1. "Eh, Eh (Nothing Else I Can Say)" – 2:57 2. "Poker Face (Space Cowboy Remix)" – 4:56 - Đĩa CD ở Pháp (Ấn bản giới hạn) 1. "Eh, Eh (Nothing Else I Can Say)" – 2:56 2. "Eh, Eh (Nothing Else I Can Say) [Pet Shop Boys Radio Mix]" – 2:49 3. "Eh, Eh (Nothing Else I Can Say) [Random Soul Synthetic Club Remix]" – 5:27 - Đĩa đơn phối lại trên iTunes 1. "Eh, Eh (Nothing Else I Can Say) [Random Soul Synthetic Club Remix]" – 5:29 2. "Eh, Eh (Nothing Else I Can Say) [Pet Shop Boys Radio Mix]" – 2:53 - Tải nhạc trên iTunes ở Ý 1. "Eh, Eh (Nothing Else I Can Say) (Phiên bản Piano điện & Human Beatbox)" – 3:03 | - EP phối lại trên iTunes 1. "Eh, Eh (Nothing Else I Can Say)" – 2:57 2. "Eh, Eh (Nothing Else I Can Say) [Pet Shop Boys Radio Mix]" – 2:53 3. "Eh, Eh (Nothing Else I Can Say) [Bollywood Remix]" – 3:29 4. "Eh, Eh (Nothing Else I Can Say) [FrankMusik 'Cut Snare Edit' Remix]" – 3:50 5. "Eh, Eh (Nothing Else I Can Say) [Phiên bản Piano điện & Human Beat Box]" – 3:03 6. "Eh, Eh (Nothing Else I Can Say) [Mattafix Remix]" – 3:21 7. "Eh, Eh (Nothing Else I Can Say) [Random Soul Synthetic Club Remix]" – 5:29 8. "Eh, Eh (Nothing Else I Can Say) [Pet Shop Boys Club Remix]" – 6:31 |

## Đội ngũ thực hiện
- Lady Gaga – hát và sáng tác
- Martin Kierszenbaum – sáng tác, sản xuất
- Tony Ugval – xử lý kĩ thuật âm thanh
- Robert Orton – trộn âm
- Gene Grimaldi – xử lý hậu kỳ tại Oasis Mastering, Burbank, California
- Thu âm tại Cherrytree Recording Studios, Santa Monica, California

Các dòng ghi công được lấy từ ghi chú bìa trên album The Fame.

## Xếp hạng và lượng tiêu thụ
| Xếp hạng (2009–2010)                              | Vị trí cao nhất |
| ------------------------------------------------- | --------------- |
| Úc (ARIA)                                         | 15              |
| Bỉ (Ultratip Wallonia)                            | 10              |
| Canada (Canadian Hot 100)                         | 68              |
| Canada CHR/Top 40 (Billboard)                     | 39              |
| Canada Hot AC (Billboard)                         | 27              |
| Cộng hòa Séc (Rádio Top 100)                      | 6               |
| Đan Mạch (Tracklisten)                            | 14              |
| European Hot 100 Singles (Billboard)              | 40              |
| Pháp (SNEP)                                       | 7               |
| Hungary (Single Top 40)                           | 8               |
| Hà Lan (Dutch Top 40)                             | 12              |
| Hà Lan (Single Top 100)                           | 34              |
| New Zealand (Recorded Music NZ)                   | 9               |
| Slovakia (Rádio Top 100)                          | 67              |
| Thụy Điển (Sverigetopplistan)                     | 2               |
| Hoa Kỳ Dance/Electronic Digital Songs (Billboard) | 31              |

| Xếp hạng (2009)               | Vị trí |
| ----------------------------- | ------ |
| Úc (ARIA)                     | 81     |
| Pháp (SNEP)                   | 66     |
| Hà Lan (Dutch Top 40)         | 80     |
| Thụy Điển (Sverigetopplistan) | 34     |

## Chứng nhận
| Quốc gia | Chứng nhận | Số đơn vị/doanh số chứng nhận |
| --- | ---------- | ----------------------------- |
| Úc (ARIA) | Vàng       | 35.000^                       |
| Đan Mạch (IFPI Đan Mạch) | Vàng       | 7.500^                        |
| New Zealand (RMNZ) | Vàng       | 7.500*                        |
| Thụy Điển (GLF) | Vàng       | 10.000^                       |
| Hoa Kỳ (RIAA) | Vàng       | 500.000‡                      |
| * Chứng nhận dựa theo doanh số tiêu thụ. ^ Chứng nhận dựa theo doanh số nhập hàng. ‡ Chứng nhận dựa theo doanh số tiêu thụ và phát trực tuyến. |            |                               |

## Lịch sử phát hành
| Khu vực     | Ngày                | Định dạng       |
| ----------- | ------------------- | --------------- |
| Úc          | 10 tháng 1 năm 2009 | Tải kĩ thuật số |
| New Zealand | 10 tháng 1 năm 2009 | Tải kĩ thuật số |
| Anh Quốc    | 11 tháng 1 năm 2009 | Tải kĩ thuật số |
| Đan Mạch    | 3 tháng 3 năm 2009  | Tải kĩ thuật số |
| Ba Lan      | 3 tháng 3 năm 2009  | Tải kĩ thuật số |
| Thụy Điển   | 16 tháng 3 năm 2009 | Tải kĩ thuật số |
| Ý           | 16 tháng 3 năm 2009 | Tải kĩ thuật số |
| Pháp        | 7 tháng 9 năm 2009  | Đĩa CD          |